# Grepolis
Grepolis (abbreviato: Grepo) è il terzo gioco sviluppato interamente da InnoGames. Ufficialmente, il Mondo 1 è stato aperto l'8 agosto 2010, dopo diverse settimane in fase BETA. Questo gioco di strategia trasforma il giocatore nel capo di una piccola Polis nella Grecia antica. Gli dei dell’Olimpo aiutano il giocatore a imporre il proprio dominio su tutta l'isola e in seguito a conquistare anche le isole vicine. Circa due milioni di giocatori si dividono tra tutti i mondi nelle varie lingue disponibili. Il gioco presenta delle somiglianze con Tribals, sempre sviluppato da InnoGames.

## Modalità di gioco
Lo scopo del gioco, oltre alla creazione di alleanze, è in primo luogo quello di combattere guerre con giocatori di alleanze nemiche per poi costruire Le Meraviglie del Mondo. Le classifiche di ciascun mondo virtuale mettono a confronto le prestazioni dei vari giocatori.
Ogni giocatore inizia insieme ad altri su una piccola isola, dove ciascuno deve fondare una cittadina, cercando di ampliarla il più possibile. Trasformando la polis in una città, verranno sbloccati nuovi edifici e unità con cui il giocatore può dichiarare guerra ai vicini. Nel corso del gioco si ha la possibilità di espandere il proprio dominio con la conquista di altre città. Costruendo un tempio, il giocatore può chiedere agli dei dell'antica Grecia un aiuto in guerra. Ognuna delle sei divinità tra cui è possibile scegliere ha determinati vantaggi nella battaglia contro gli altri giocatori. Zeus, Atena, Era e Poseidone  sono tra queste. Con la versione 2.0 Ade è stato aggiunto come nuova divinità e in un successivo aggiornamento anche Artemide.
I giocatori possono unirsi in alleanze per difendersi meglio dagli attacchi di altri, sostenersi con materie prime e truppe e favorire l'interazione e il gioco di squadra. Esiste anche la possibilità di effettuare accordi, dichiarazioni di guerra e PNB (patti di non belligeranza) con altre alleanze.

### Versioni
Sono disponibili continuamente nuove versioni del gioco. Con la versione 2.0 e l'introduzione delle meraviglie del mondo e dei Mondi degli Eroi, è stata inserita una delle funzioni più importanti, che però è disponibile solo nei mondi iniziati in seguito.

## Grepolis 2.0
La versione 2.0 è cominciata nel marzo 2012 con 2 nuovi mondi: il mondo Omikron (21 marzo 2012), il mondo Pi (22 marzo 2012), Rho(lettera greca) (18 aprile 2012) e Sigma (2 maggio 2012). Insieme alla nuova divinità, Ade, sono stati introdotti i cosiddetti Mondi degli Eroi, il commerciante fenicio, che offre materie prime e truppe in cambio di monete d'argento, e le meraviglie del mondo, che portano alla chiusura di un mondo non appena un'alleanza ne ha ampliate completamente quattro. Inoltre la grafica è stata fortemente migliorata.

## Differenze conTribalse ulteriori dettagli
Grepolis è fondamentalmente il nuovo Tribals. Grepolis possiede una grafica elaborata e nuovi sistemi. Ciò che in Tribals era una tribù, in Grepolis è ora un'alleanza, mantenendo però gli stessi vantaggi. Dal punto di vista della grafica, Grepolis è stato migliorato e il menu ha più animazioni rispetto a Tribals. Inoltre in Grepolis ci sono le divinità o, per esempio, il porto, che sarà in seguito molto importante per conquistare altre polis (città o villaggi), o per difendere quelle su altre isole. Esistono anche i cosiddetti villaggi rurali (detti anche farm), dove si possono raccogliere materie prime. Gli edifici sono: il Senato (edificio principale), la segheria (dove si produce la legna), la cava di pietra (dove si produce la pietra), la miniera d'argento (dove si produce l'argento), il villaggio rurale (per ottenere materie prime in più), il magazzino (per conservare materie prime), l'accademia (per migliorare le velocità o addestrare nuovi guerrieri), la caserma (per produrre guerrieri), l'agorà (per fare feste cittadine), il tempio (per venerare una divinità), il porto (per costruire navi), la caverna (per spiare il nemico) e il mercato (per scambiare risorse). Gli edifici speciali che compariranno a destra della panoramica della vostra polis sono: il teatro, le terme, la biblioteca e il faro. Gli edifici speciali che compariranno a sinistra della panoramica sono: la torre, la statua della divinità, l'oracolo e l'ufficio commerciale. Di ciascun gruppo è possibile costruire solo un edificio speciale (ciò significa che in tutto si possono costruire due edifici speciali). Altre novità sono le unità mitiche (2 che cambiano per ogni divinità e il messaggero divino presente per tutti gli dei) e le navi (tra cui navi da guerra, da trasporto, la nave coloniale e l'idra che è un'unità mitica marina del dio Poseidone).
La nave coloniale serve a conquistare una città o a colonizzare una terra (in Tribals si diceva “Nobilitare”).

## Lingue disponibili
Oltre alla versione in tedesco, ci sono già altre 22 lingue. Le versioni in tedesco, polacco, francese e quella internazionale sono quelle con il maggior numero di mondi virtuali.
| Brasile (17 mondi)                       | Repubblica Ceca (11 mondi; 1 Mondo degli Eroi) | Danimarca (8 mondi; 1 Mondo degli Eroi)   | Germania (20 mondi; 1 Mondo degli Eroi) | Internazionale (inglese) (35 mondi; 1 Mondo degli Eroi) | Francia (33 mondi; 1 Mondo degli Eroi)     |
| Grecia (12 mondi; 1 Mondo degli Eroi)    | Ungheria (12 mondi; 1 Mondo degli Eroi)        | Italia (30 mondi; 1 Mondo degli Eroi)     | Giappone (5 mondi)                      | Corea (6 mondi)                                         | Paesi Bassi (17 mondi; 1 Mondo degli Eroi) |
| Norvegia (7 mondi)                       | Polonia (21 mondi; 1 Mondo degli Eroi)         | Portogallo (15 mondi; 1 Mondo degli Eroi) | Romania (15 mondi; 1 Mondo degli Eroi)  | Russia (10 mondi; 1 Mondo degli Eroi)                   | Svezia (8 mondi; 1 Mondo degli Eroi)       |
| Slovacchia (8 mondi; 1 Mondo degli Eroi) | Spagna (21 mondi; 1 Mondo degli Eroi)          | Thailandia (1 mondo)                      | Turchia (1 mondo)                       | Stati Uniti d'America (2 Mondi)                         | Cile (17 Mondi)                            |

## Finanziamento
Grepolis non  si avvale di pubblicità e preferisce finanziarsi tramite funzioni Premium acquistabili durante il gioco. Per esempio, le monete d'oro comprate possono essere scambiate con un "amministratore"  che mette a disposizione tante nuove panoramiche (come per gli edifici o per le unità). Oltre all'amministratore, è possibile investire il denaro in una sacerdotessa, un commerciante, un comandante o un capitano. Questi apportano al giocatori vari benefici, come per esempio truppe più veloci e tempi di attesa più brevi, un favore migliore da parte degli dei o maggiore potenza in battaglia per le unità marine.
Inoltre per 50 monete d'oro si possono organizzare i Giochi Olimpici, che normalmente durano 24 ore.
Durante la versione BETA ci sono state delle critiche contro il sistema Premium, giacché la community riteneva che gli elementi Premium ricoprissero un ruolo troppo importante addirittura alterando il gioco. Con 25 monete d'oro, per esempio, è possibile dimezzare i tempi di costruzione di un edificio oppure l'attesa per i commercianti fenici mentre nell'ultimo mondo, Iuktas, con un numero proporzionale al tempo da aspettare è possibile completare un reclutamento o una costruzione istantaneamente (escluso in caso di attacco, ma solo negli ultimi cinque minuti antecedenti a questo) anche se questo ha sollevato molte polemiche dai player che non comprano monete (nel gergo del gioco, "sgoldare") in quanto questi player possono comprare monete e diventare subito forti alterando gli equilibri di gioco.

## Riconoscimenti
Grepolis, già durante la versione BETA, è stato nominato nelle categorie “Miglior gioco strategico” e “Miglior browser game tedesco 2009” dal Premio sviluppatori tedeschi.
Nel 2011 Grepolis è stato nominato per lo European Games Award nella categoria “Miglior browser game”.
Nel 2012 è stato nominato MMO dell'anno.